# 菅原努
菅原 努（すがはら つとむ、1921年2月5日 - 2010年10月1日）は、日本の医学者・医師。京都大学名誉教授。専門は放射線基礎医学。

## 経歴
旧制浪速高等学校を経て、1944年京都帝国大学医学部卒業。1950年大阪大学理学部卒業。三重大学医学部助教授、1960年国立遺伝学研究所変異遺伝部副部長、1961年放射線医学総合研究所室長、京都大学医学部放射能基礎医学教室初代教授。同放射線生物研究センター長、医学部長、1985年定年退官、名誉教授、国立京都病院院長。財団法人慢性疾患・リハビリテイション研究振興財団理事長。
1995年、勲二等瑞宝章を受章。2010年10月1日、慢性腎不全のため死去。

## 著書
- 『がんと闘うハイパーサーミア がんの新治療法』金芳堂 1986
- 『第二の人生の楽しみ』共和書院 1996
- 『「安全」のためのリスク学入門』昭和堂 2005

## 共編著
- 『放射線基礎医学』上野陽里共著、金芳堂 1966
- 『臨床核医学』鳥塚莞爾共編、南江堂 1981
- 『ハイパーサーミア 癌治療の新しい方法』阿部光幸共編著、マグブロス出版 1984
- 『被曝・日本人の生活と放射線』編、マグブロス出版 1984
- 『放射線と医学』二階堂修共著、共立出版 1984
- 『がん負けてたまるかこの病院この治療 進行・転移・末期がんも治る『サーモトロン』温熱療法』編著、健康新聞社出版部 1998
- 『太陽紫外線と健康 なぜ太陽紫外線は有害なのか?』野津敬一共著、裳華房 1998、ポピュラー・サイエンス
- 『からだを創る』山岸秀夫共編、昭和堂 2001、シリーズ21世紀の健康と医生物学
- 『環境を活かす』山岸秀夫共編、昭和堂 2001、シリーズ21世紀の健康と医生物学
- 『がん・免疫と温熱療法』畑中正一共著 2003、岩波アクティブ新書
- 『がんと闘う温熱療法と免疫』畑中正一共著 毎日健康サロン 2009

## 翻訳
- エリザベス・M.フェラン『創られた恐怖 発ガン性の検証』監訳 昭和堂メディア事業部 1996
- ジョン・D.グラハム,ジョナサン・B.ウィーナー編『リスク対リスク 環境と健康のリスクを減らすために』監訳、昭和堂 1998
- マイケル・ガフ編著『アメリカの政治と科学 ゆがめられる「真実」』監訳、昭和堂 2007

## 論文
- 菅原努, 玉垣有信「17) 二次特性X線利用による循環機能檢査の可能性に就て(一般演説,第16回日本循環器學會總會)」『日本循環器學誌』第16巻第3号、日本循環器学会、1952年7月、87頁、ISSN 00471828、NAID 110006627744。
- 菅原努, 中村実「X線の医学への新しい応用に就て」『生体の科学』第5巻第4号、金原一郎記念医学医療振興財団、1954年2月、169-176頁、ISSN 03709531、NAID 40017967651。
- 高安正夫, 菅原努, 矢野昭, 山崎茂郎, 西村昭正「心電圖のベクトル的新誘導法」『日本内科学会雑誌』第44巻第2号、日本内科学会、1955年、77-82頁、doi:10.2169/naika.44.77、ISSN 0021-5384、NAID 130000883619。
- 菅原努「高圧撮影法の理論と実際」『さくらXレイ写真研究』第11号、小西六写真工業、1955年4月、ISSN 03864537、NAID 40017812711。
- 菅原努, 杉浦嘉彦「高分子電解質溶液に及ぼす放射線の影響I : 生体物理」『秋の分科会予稿集』第1956巻、日本物理学会、1956年、4頁、doi:10.11316/jpsgaiyok.1956.4.0_4、NAID 110002039612。
- 菅原努, 中村実, 楠瀬誠, 深津久治, 小野伸雄「40.直接拡大撮影法に就いて : 第I報」『日本放射線技術学会雑誌』第13巻第1号、日本放射線技術学会、1957年、71頁、doi:10.6009/jjrt.KJ00001365632、ISSN 0369-4305、NAID 110003446419。
- 深津久治, 小野伸雄, 佐藤秀雄, 渡辺清, 菅原努, 中村実, 田口武雄「71.同時多層撮影法について」『日本放射線技術学会雑誌』第13巻第1号、日本放射線技術学会、1957年、78頁、doi:10.6009/jjrt.KJ00001365663、ISSN 0369-4305、NAID 110003446450。
- 菅原努, 中村実, 林太郎, 深津久治, 小野伸雄, 田口武雄「54〕 拡大断層撮影法について」『日本放射線技術学会雑誌』第14巻第1号、日本放射線技術学会、1958年、78頁、doi:10.6009/jjrt.KJ00003102409、ISSN 0369-4305、NAID 110003452512。
- 菅原努, 中村実, 西田三四郎, 田口武雄, 深津久治, 小野伸雄, 高尾義人「63〕 X線活動写真撮影について」『日本放射線技術学会雑誌』第14巻第1号、日本放射線技術学会、1958年、81-82頁、doi:10.6009/jjrt.KJ00003102418、ISSN 0369-4305、NAID 110003452521。
- 菅原努「放射線の遺伝的影響とはどういうことか」『臨床放射線』第3巻第1号、金原出版、1958年1月、ISSN 00099252、NAID 40017425012。
- 菅原努, 古田儀之, 橋本哲明, 尾上正明「生物実験におけるX線照射方法の検討」『日本医学放射線学会雑誌』第18巻第9号、日本医学放射線学会、1958年12月、1286-1291頁、ISSN 0048-0428、NAID 120004850150。
- 菅原努「放射線と遺伝障害」『臨牀と研究』第37巻第4号、大道学館出版部、1960年4月、ISSN 00214965、NAID 40018612092。
- 菅原努, 佐藤文昭, 江藤秀雄, 武田好子, 完倉孝子「放射線と寿命についての考察(1)」『日本医学放射線学会雑誌』第20巻第11号、日本医学放射線学会、1961年1月、2463-2469頁、ISSN 0048-0428、NAID 120004852595。
- 佐藤g文昭, 菅原, 努, 江藤, 秀雄「放射線と寿命についての考察(2)」『日本医学放射線学会雑誌』第21巻第2号、日本医学放射線学会、1961年5月、137-143頁、ISSN 0048-0428、NAID 120004851333。
- 菅原努「放射線の遺伝的障害」『綜合医学』第18巻第9号、医学書院、1961年9月、ISSN 03711803、NAID 40017994955。
- 菅原努「放射線の晩発性障害」『綜合医学』第18巻第9号、医学書院、1961年9月、ISSN 03711803、NAID 40017994958。
- 菅原努, 永田, 弘治, 西田, 寿男「薬剤による放射線障害回復の研究 予報」『日本医学放射線学会雑誌』第23巻第2号、日本医学放射線学会、1963年5月、216-220頁、ISSN 0048-0428、NAID 120004847440。
- 菅原努「放射線防護薬剤:(その2) 生物学的な面から」『ＲＡＤＩＯＩＳＯＴＯＰＥＳ』第18巻第3号、日本アイソトープ協会、1969年、105-115頁、doi:10.3769/radioisotopes.18.3_105、ISSN 0033-8303、NAID 130004380047。
- 菅原努「放射線誘発染色体異常と末梢淋巴球動態」『ＲＡＤＩＯＩＳＯＴＯＰＥＳ』第20巻第7号、日本アイソトープ協会、1971年、340-348頁、doi:10.3769/radioisotopes.20.7_340、ISSN 0033-8303、NAID 130004380269。
- 菅原努「放射線障害回復促進物質に関する研究」『ＲＡＤＩＯＩＳＯＴＯＰＥＳ』第22巻第2号、日本アイソトープ協会、1973年、95-103頁、doi:10.3769/radioisotopes.22.2_95、ISSN 0033-8303、NAID 130004380400。
- 菅原努「放射線生物学からみた老化(老化特集)」『日本臨床』第32巻第1号、日本臨床社、1974年1月、30-36頁、ISSN 00471852、NAID 40018374455。

## 参考
- 「安全」のためのリスク学入門 / 菅原 努【著】 - 紀伊國屋書店ウェブストア
- 甲斐倫明, 「「リスクを追究された」菅原努先生のご逝去にあたり」『保健物理』 45巻 4号 2010年 p.311-312, 日本保健物理学会, ISSN 0367-6110, doi:10.5453/jhps.45.311, NAID 130000799497